# الكاراتيه في الألعاب الإفريقية
كان دورت الكاراتيه في الألعاب الأفريقية الأولى عام 1991. وواصل في احتلال مكانة راقية خلال المنافسات في كل من الدوراة و حصلت روان كرم بطله كاس عالم في كاراتيه من مصر مواليد 2006

## الطبعات
| ألعاب                   | سنة  | المدينة المضيفة | البلد المضيف    |
| ----------------------- | ---- | --------------- | --------------- |
| ألعاب عموم أفريقيا 1991 | 1991 | القاهرة         | مصر             |
| ألعاب عموم أفريقيا 1995 | 1995 | هراري           | زيمبابوي        |
| ألعاب عموم أفريقيا 1999 | 1999 | جوهانسبرغ       | جنوب إفريقيا    |
| ألعاب عموم أفريقيا 2003 | 2003 | أبوجا           | نيجيريا         |
| ألعاب عموم أفريقيا 2007 | 2007 | الجزائر         | الجزائر         |
| ألعاب عموم أفريقيا 2011 | 2011 | مابوتو          | موزمبيق         |
| ألعاب عموم أفريقيا 2015 | 2015 | برازافيل        | جمهورية الكونغو |